# Gran Premio di Gran Bretagna 1959
Il Gran Premio di Gran Bretagna 1959 fu la quinta gara della stagione 1959 del Campionato mondiale di Formula 1, disputata il 18 luglio sul Circuito di Aintree.
La corsa vide la vittoria di Jack Brabham su Cooper-Climax, seguito da Stirling Moss su BRM e da Bruce McLaren su Cooper-Climax.

## Qualifiche
| Pos                     | N° | Pilota              | Auto                  | Squadra                    | Tempo  | Distacco |
| ----------------------- | -- | ------------------- | --------------------- | -------------------------- | ------ | -------- |
| 1                       | 12 | Jack Brabham        | Cooper T51-Climax     | Cooper Car Company         | 1:58.0 | -        |
| 2                       | 2  | Roy Salvadori       | Aston Martin DBR4/250 | David Brown Corporation    | 1:58.0 | -        |
| 3                       | 8  | Harry Schell        | BRM P25               | Owen Racing Organisation   | 1:59.2 | +1.2     |
| 4                       | 18 | Maurice Trintignant | Cooper T51-Climax     | RRC Walker Racing Team     | 1:59.3 | +1.3     |
| 5                       | 14 | Masten Gregory      | Cooper T51-Climax     | Cooper Car Company         | 1:59.4 | +1.4     |
| 6                       | 4  | Carroll Shelby      | Aston Martin DBR4/250 | David Brown Corporation    | 1:59.6 | +1.6     |
| 7                       | 6  | Stirling Moss       | BRM P25               | British Racing Partnership | 1:59.7 | +1.7     |
| 8                       | 16 | Bruce McLaren       | Cooper T45-Climax     | Cooper Car Company         | 1:59.8 | +1.8     |
| 9                       | 28 | Graham Hill         | Lotus 16-Climax       | Team Lotus                 | 2:00.0 | +2.0     |
| 10                      | 10 | Jo Bonnier          | BRM P25               | Owen Racing Organisation   | 2:00.1 | +2.1     |
| 11                      | 42 | Ron Flockhart       | BRM P25               | Owen Racing Organisation   | 2:00.2 | +2.2     |
| 12                      | 30 | Alan Stacey         | Lotus 16-Climax       | Team Lotus                 | 2:02.8 | +4.8     |
| 13                      | 22 | Ian Burgess         | Cooper T51-Maserati   | Scuderia Centro Sud        | 2:03.0 | +5.0     |
| 14                      | 36 | Brian Naylor        | JBW-Maserati          | JB Naylor                  | 2:03.1 | +5.1     |
| 15                      | 38 | Jack Fairman        | Cooper T43-Climax     | High Efficiency Motors     | 2:04.2 | +6.2     |
| 16                      | 48 | Chris Bristow       | Cooper T51-Borgward   | British Racing Partnership | 2:04.4 | +6.4     |
| 17                      | 20 | Tony Brooks         | Vanwall VW5           | Vandervell Products Ltd    | 2:04.4 | +6.4     |
| 18                      | 46 | Ivor Bueb           | Cooper T51-Borgward   | British Racing Partnership | 2:04.8 | +6.8     |
| 19                      | 24 | Hans Herrmann       | Cooper T51-Maserati   | Scuderia Centro Sud        | 2:05.6 | +7.6     |
| 20                      | 40 | Fritz d'Orey        | Maserati 250F         | Scuderia Centro Sud        | 2:05.6 | +7.6     |
| 21                      | 58 | Henry Taylor        | Cooper T51-Climax     | RHH Parnell                | 2:05.6 | +7.6     |
| 22                      | 64 | David Piper         | Lotus 16-Climax       | Dorchester Service Station | 2:06.0 | +8.0     |
| 23                      | 52 | Peter Ashdown       | Cooper T45-Climax     | Equipe Alan Brown          | 2:06.2 | +8.2     |
| 24                      | 50 | Mike Taylor         | Cooper T45-Climax     | Equipe Alan Brown          | 2:07.0 | +9.0     |
| Vetture non qualificate |    |                     |                       |                            |        |          |
| NQ                      | 56 | Bill Moss           | Cooper T51-Climax     | United Racing Stable       | 2:07.2 | +9.2     |
| NQ                      | 60 | Mike Parkes         | Fry-Climax            | David Fry                  | 2:07.6 | +9.6     |
| NQ                      | 44 | Trevor Taylor       | Cooper T51-Climax     | Ace Garage                 | 2:08.2 | +10.2    |
| NQ                      | 54 | Keith Greene        | Cooper T43-Climax     | Gilby Engineering          | 2:09.8 | +11.8    |
| NQ                      | 66 | Tim Parnell         | Cooper T45-Climax     | RHH Parnell                | -      | -        |
| NQ                      | 62 | Dennis Taylor       | Lotus-Climax          | Privato                    | -      | -        |

## Gara
Facendo segnare il giro più veloce della gara, a pari merito con Stirling Moss, Bruce McLaren diventa in questo Gran Premio il più giovane pilota della storia della Formula 1 ad ottenere il giro più veloce, all'età di 21 anni e 322 giorni; il record durerà fino al Gran Premio del Canada 2003, quando verrà battuto da Fernando Alonso. Da segnalare anche l'ultima qualifica di una Aston Martin in prima fila in una gara di F.1, evento che durerà nella storia per 1000 gran premi e ben 64 anni quando sarà ripetuto proprio da Fernando Alonso nel Gran Premio d'Arabia Saudita 2023 alla guida della Aston Martin.
| Pos | N° | Pilota              | Costruttore           | Giri | Tempo/Causa Ritiro | Pos partenza | Punti |
| --- | -- | ------------------- | --------------------- | ---- | ------------------ | ------------ | ----- |
| 1   | 12 | Jack Brabham        | Cooper T51-Climax     | 75   | 2:30:11.6          | 1            | 8     |
| 2   | 6  | Stirling Moss       | BRM P25               | 75   | + 22.2             | 7            | 6.5   |
| 3   | 16 | Bruce McLaren       | Cooper T45-Climax     | 75   | + 22.4             | 8            | 4.5   |
| 4   | 8  | Harry Schell        | BRM P25               | 74   | + 1 Giro           | 3            | 3     |
| 5   | 18 | Maurice Trintignant | Cooper T51-Climax     | 74   | + 1 Giro           | 4            | 2     |
| 6   | 2  | Roy Salvadori       | Aston Martin DBR4/250 | 74   | + 1 Giro           | 2            |       |
| 7   | 14 | Masten Gregory      | Cooper T51-Climax     | 73   | + 2 Giri           | 5            |       |
| 8   | 30 | Alan Stacey         | Lotus 16-Climax       | 71   | + 4 Giri           | 12           |       |
| 9   | 28 | Graham Hill         | Lotus 16-Climax       | 70   | + 5 Giri           | 9            |       |
| 10  | 48 | Chris Bristow       | Cooper T51-Borgward   | 70   | + 5 Giri           | 16           |       |
| 11  | 58 | Henry Taylor        | Cooper T51-Climax     | 69   | + 6 Giri           | 21           |       |
| 12  | 52 | Peter Ashdown       | Cooper T45-Climax     | 69   | + 6 Giri           | 23           |       |
| 13  | 46 | Ivor Bueb           | Cooper T51-Borgward   | 69   | + 6 Giri           | 18           |       |
| Rit | 4  | Carroll Shelby      | Aston Martin DBR4/250 | 69   | Accensione         | 6            |       |
| Rit | 40 | Fritz d'Orey        | Maserati 250F         | 57   | Incidente          | 20           |       |
| Rit | 42 | Ron Flockhart       | BRM P25               | 53   | Uscita di pista    | 11           |       |
| Rit | 38 | Jack Fairman        | Cooper T43-Climax     | 39   | Cambio             | 15           |       |
| Rit | 10 | Jo Bonnier          | BRM P25               | 37   | Freni              | 10           |       |
| Rit | 22 | Ian Burgess         | Cooper T51-Maserati   | 31   | Trasmissione       | 13           |       |
| Rit | 24 | Hans Herrmann       | Cooper T51-Maserati   | 21   | Cambio             | 19           |       |
| Rit | 64 | David Piper         | Lotus 16-Climax       | 19   | Surriscaldamento   | 22           |       |
| Rit | 36 | Brian Naylor        | JBW-Maserati          | 18   | Trasmissione       | 14           |       |
| Rit | 50 | Mike Taylor         | Cooper T45-Climax     | 17   | Trasmissione       | 24           |       |
| Rit | 20 | Tony Brooks         | Vanwall VW5           | 13   | Accensione         | 17           |       |

## Statistiche

### Piloti
- 2ª vittoria per Jack Brabham
- 1° pole position per Jack Brabham
- 1° podio e 1º giro più veloce per Bruce McLaren
- 1º Gran Premio per Tim Parnell, Trevor Taylor, Mike Parkes, Chris Bristow, David Piper, Mike Taylor, Henry Taylor e Keith Greene
- 1° e unico Gran Premio per Peter Ashdown, Bill Moss e Dennis Taylor
- Ultimo Gran Premio per Ivor Bueb

### Costruttori
- 4° vittoria per la Cooper
- 1º Gran Premio per la JBW
- 1° e unico Gran Premio per la Fry

### Motori
- 4ª vittoria per il motore Climax
- 1º Gran Premio per il motore Borgward

### Giri al comando
- Jack Brabham (1-75)

## Classifiche Mondiali

### Piloti
| Pos | Pilota              | Punti |
| --- | ------------------- | ----- |
| 1   | Jack Brabham        | 27    |
| 2   | Tony Brooks         | 14    |
| 3   | Phil Hill           | 9     |
| 4   | Stirling Moss       | 8,5   |
|     | Bruce McLaren       | 8,5   |
| 6   | Rodger Ward         | 8     |
|     | Jo Bonnier          | 8     |
| 8   | Jim Rathmann        | 6     |
|     | Maurice Trintignant | 6     |
| 10  | Johnny Thomson      | 5     |
| 11  | Masten Gregory      | 4     |
| 12  | Tony Bettenhausen   | 3     |
|     | Harry Schell        | 3     |
|     | Innes Ireland       | 3     |
|     | Olivier Gendebien   | 3     |
| 16  | Jean Behra          | 2     |
|     | Paul Goldsmith      | 2     |

### Costruttori
| Pos | Team          | Punti |
| --- | ------------- | ----- |
| 1   | Cooper-Climax | 26    |
| 2   | Ferrari       | 16    |
| 3   | BRM           | 14    |
| 4   | Lotus-Climax  | 3     |